# Tomasz Kłaptocz
Tomasz Kłaptocz (ur. w Bielsku-Białej) – polski wokalista, multiinstrumentalista oraz aktor teatralny. Współzałożyciel oraz były frontman zespołu Akurat, od 2009 roku wokalista zespołu Buldog.

## Życiorys
W 1994 roku Kłaptocz został współzałożycielem zespołu Akurat, z którym nagrał trzy płyty studyjne: Pomarańcza (2001), Prowincja (2003) oraz Fantasmagorie (2006). W tym samym roku opuścił zespół, aby od lipca 2009 zostać nowym wokalistą zespołu Buldog zastępując tym samym Kazika Staszewskiego. Pierwszy album z Kłaptoczem w składzie, Chrystus miasta, ukazał się w 2010 roku nakładem własnym.
Tomasz Kłaptocz uczestniczył gościnnie w projekcie Grabaża i Strachów na Lachy Zakazane piosenki (2008), gdzie zaśpiewał utwór „Szare koszmary” Tiltu. W 2010 roku zaśpiewał gościnnie w tytułowym utworze z płyty Oranżada grupy Koniec Świata oraz na koncercie Kultu zarejestrowanego na albumie MTV Unplugged, gdzie wykonał utwór „Bliskie spotkania 3 stopnia”.
Tomasz Kłaptocz jest także aktorem Sceny Polskiej w Czeskim Cieszynie.

## Życie prywatne
Mieszka w Cieszynie, ma żonę i piątkę  dzieci.